# Tuxophorus caligodes
Tuxophorus caligodes är en kräftdjursart som beskrevs av C. B. Wilson 1908. Tuxophorus caligodes ingår i släktet Tuxophorus och familjen Euryphoridae. Inga underarter finns listade i Catalogue of Life.